# چارلز وینکله
چارلز وینکله (دانمارکی: Charles Winckler; ۹ آوریل ۱۸۶۷ – ۱۷ دسامبر ۱۹۳۲) ورزشکار طناب‌کشی و پرتاب‌گر دیسک و وزنه اهل دانمارک بود.